# Bieber (Lahn)
Die Bieber ist ein über ihren nominellen Quellbach Strupbach 13,4 km, über ihren linken und ergiebigeren Quellbach Dünsbergbach sogar 14,8 km langer Fluss im Nordwesten des Landkreises Gießen in Mittelhessen. Sie ist das zentrale Fließgewässer des Krofdorf-Königsberger Forstes im südlichen Gladenbacher Bergland, durchfließt den genannten Höhenzug von Nordwesten aus in südsüdöstliche Richtungen und mündet bei Heuchelheim von rechts in die Lahn.

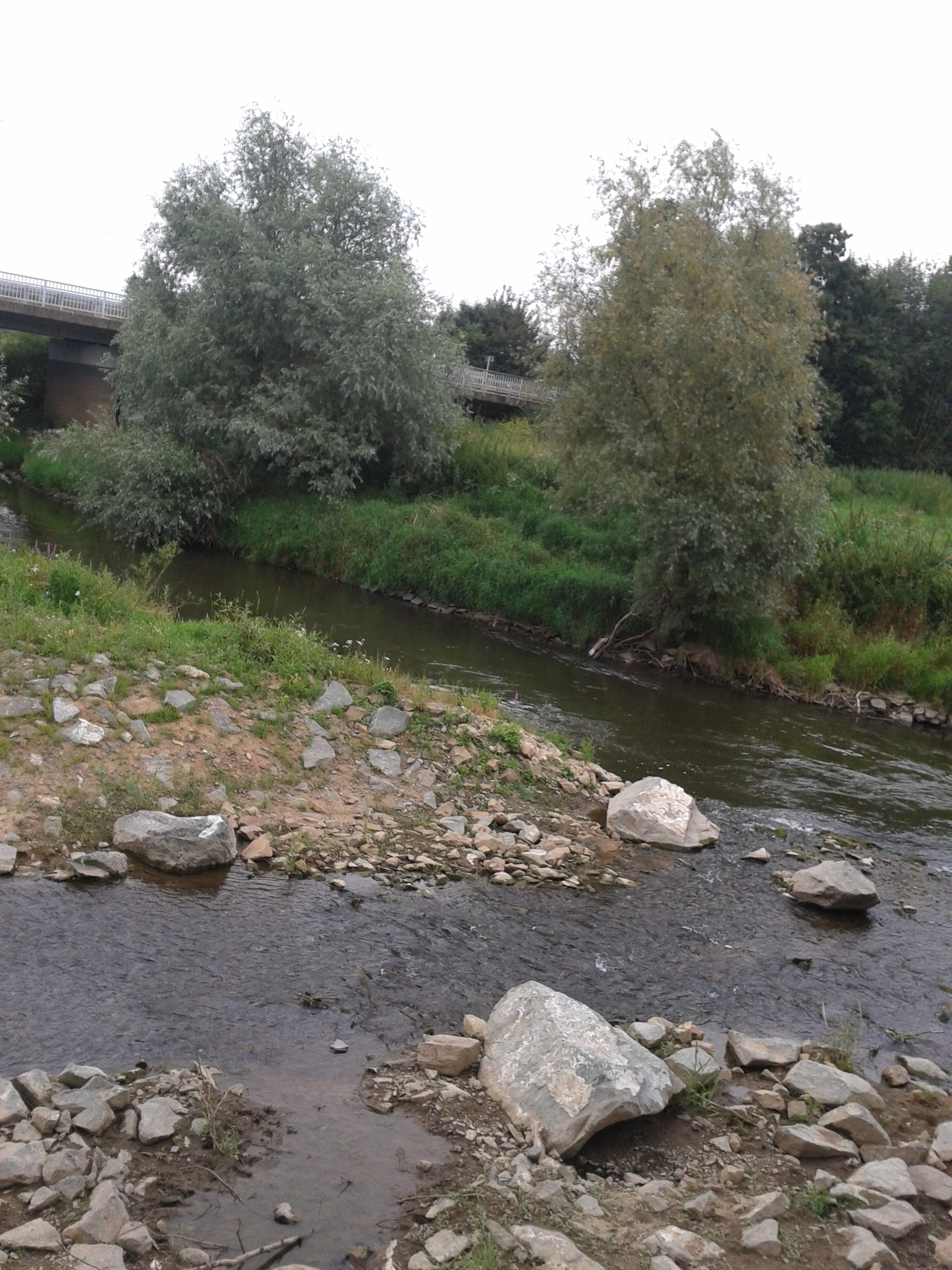
Mündung der Bieber (im Bild von links) von Norden kommend in die Lahn

Die Bieber verläuft, von ihrem Mündungslauf in Heuchelheim abgesehen, ganz in der Gemeinde Biebertal, für die sie namengebend war.

## Geographie

### Verlauf

#### Quellläufe und Oberlauf
Der (oder häufiger:) die Strupbach entspringt in etwa 340 m ü. NN etwa 1 km nördlich von Königsberg und etwa 1 km östlich von Hohensolms (Gemeinde Hohenahr im Lahn-Dill-Kreis) nahe der Kreisgrenze. Der Bach läuft durch die Königsberger Gemarkung nach Südosten und passiert den hoch gelegenen Kernort in einem halben Kilometer Entfernung nordöstlich. Der Bachlauf tangiert den Unter-Ortsteil Lindenhöfe östlich, das Bergwerk Schieferkaut und das Gehöft Strupbach nördlich, und fließt schließlich nach 3,2 km nördlich der Obermühle und der Landesstraße 3474 mit dem Dünsbergbach zusammen.
Der Dünsbergbach ist der längere Quellbach (4,6 km) und hat auch das größere Einzugsgebiet (7,656 km² gegenüber 4,352 km²). Er entspringt gut 1 km westsüdwestlich des Ortsteiles Frankenbach in etwa 320 m Höhe und verlässt sein Quellgebiet nach Aufnahme zweier Zuflüsse – des rechtsseitigen Lengelbachs und des linksseitigen Käsbachs – in Richtung Süden zwischen dem bis zu 414 m hohen Helfholz (westlich) und dem namensgebenden 498 m hohen Dünsberg (östlich) durch das nach ihm benannte Dünsbergbachtal.
Nach dem Zusammenfluss beider Quellbäche oberhalb der Obermühle passiert die Bieber neben der L 3474 den Südfuß des Dünsbergs und verlässt den Wald wie auch das Gladenbacher Bergland in Richtung Gießener Lahntalsenke.

#### Unterlauf
Nach Südosten fließend, erreicht die Bieber den Unter-Ortsteil Bieber von Rodheim-Bieber und wird fortan von der Landesstraße 3286 begleitet. Von Fellingshausen her kommend, mündet dort von links der 4,6 km lange Kehlbach ein, neben den beiden Quellbächen der einzige nennenswerte Zufluss. Dessen Quelle liegt am Ostfuß des Dünsbergs, der damit von Nebenbächen der Bieber nahezu ringsum eingekreist ist.
Anschließend passiert sie den Unter-Ortsteil Rodheim westlich sowie das höher gelegene Vetzberg mit der Burg Vetzberg in etwa 1 km südwestlicher Entfernung. Zwischen dieser und der weiter südöstlich gelegenen Burg Gleiberg in Krofdorf-Gleiberg in etwa 1,7 km Entfernung verläuft das Tal des Kropbachs, der nicht in die Bieber mündet, sondern direkt in die Lahn. Die Bieber fließt unmittelbar am Hofgut Hof Schmitte, erstmals als Waldschmiede zur Burg Gleiberg erwähnt, wie an der Amtsmannmühle vorbei und nimmt von rechts den Himmelbach auf, bevor sie Heuchelheimer Gemarkung erreicht und hier die frühere Bahnstrecke "Kanonenbahn" unterquert (siehe Abbildung).
Die Bieber durchfließt den alten Ortskern Heuchelheims neben der Bachstraße, fließt weiter nach Süden neben der Lahnparkstraße und mündet ungefähr bei Lahnkilometer 105 nahe bei deren Flussbrücke schließlich von rechts in die Lahn. Die Einmündung des Kropbachs bzw. Fohnbachs (12,0 km Länge, Einzugsgebiet 13,5 km²) liegt weniger als einen Kilometer flussauf.

### Einzugsgebiet
Das 34,60 km² große Einzugsgebiet der Bieber liegt im Gladenbacher Bergland und im Marburg-Gießener Lahntal und wird über die Lahn und den Rhein zur Nordsee entwässert.
Es grenzt
- im Nordosten an das der Salzböde, eines Zuflusses der Lahn
- im Osten an das des Lahnzuflusses Fohnbach
- im Westen an das des Schwalbenbachs, ebenfalls ein Zufluss der Lahn
- im Nordwesten an das des Stadterbachs, eines Zuflusses der Aar
- und im Norden an das der Aar selbst, die über die Dill zur Lahn entwässert.

Die höchste Erhebung ist der 497,7 m ü. NHN hohe Dünsberg im Nordosten.
Das Einzugsgebiet ist im nördlichen Bereich überwiegend bewaldet, ansonsten umfasst es Ackerflächen und Wiesen sowie kleinere Ortslagen und einen großen Teil der Siedlungsfläche der Gemeinde Heuchelheim.

### Zuflüsse
- Strupbach (rechter Quellbach), 3,2 km, 4,01 km²
- Dünsbergbach (linker Quellbach), 4,7 km, 7,06 km²
- Grundbach[2] [GKZ 258394314] (rechts), 1,6 km
- Fellingshäuser Bach (links), 4,6 km
- Froschbach[2] [GKZ 258394392] (rechts), 1,4 km
- Himmelbach (rechts), 2,4 km
- Harbach[3][2] [GKZ 258394918] (links), 0,6 km
- Gensgraben[2] [GKZ 2583949922] (rechts), 1,1 km
- Kinzenbach[2]   [GKZ 258394994] (rechts), 0,9 km

## Ökologie
Im Januar 2020 wurde die Bieber in das Förderprogramm „100 Wilde Bäche für Hessen“ aufgenommen.

## Mühlen
Entlang der Bieber wurden 14 Mühlen betrieben:
Nicht mehr existent sind die Ottermühle, die Ebersteinmühle und die Strohmühle.
Noch existent, zumindest als Gebäude, sind die Obermühle, die Steinmühle, die Reehmühle, die Henners- oder Schrotmühle, die Biebermühle, die Waldmühle, die Rodheimer Mühle, die Schmitter Mühle, die Amtmannsmühle, die Kinzenbacher Mühle und die Heuchelheimer Mühle.